# Сумбе (Уйгурский район)
Сумбе или Сумба (каз. Сүмбе) — село в Уйгурском районе Алматинской области Казахстана. Административный центр Сумбинского сельского округа. Находится примерно в 22 км к юго-юго-западу (SSW) от села Чунджа, административного центра района. Код КАТО — 196655100.

## Население
В 1999 году население села составляло 3436 человек (1747 мужчин и 1689 женщин). По данным переписи 2009 года, в селе проживало 3545 человека (1825 мужчин и 1720 женщин).

## Достопримечательности
В черте села находится памятник истории и культуры Казахстана республиканского значения — городище Сумбе, включенное в Государственный список памятников истории и культуры местного значения Алматинской области 2010 г. (№ 1491).